# Hygropoda chandrakantii
Espèce
Synonymes
- Tinus chandrakantii Reddy & Patel, 1993

Hygropoda chandrakantii est une espèce d'araignées aranéomorphes de la famille des Pisauridae.

## Distribution
Cette espèce est endémique d'Inde,. Elle se rencontre à Yanaon dans le territoire de Pondichéry.

## Description
La femelle holotype mesure 8,40 mm.

## Publication originale
- Reddy & Patel, 1993 : « Two new species of the genera Pisaura Simon and Tinus Cambridge (Araneae: Pisauridae) from India ». Entomon, vol. 18, p. 181-184.